# Hamílcar (aliat d'Agàtocles)
Hamílcar (grec antic: Ἀμίλχαρ, llatí: Hamilcar) va ser un militar cartaginès que liderà les tropes púniques a Sicília en la guerra que es produí quan va pujar al poder Agàtocles de Siracusa. Segons Justí, era oncle (patruus) de Bomílcar.
L'any 319 aC, Agàtocles va ser condemnat a l'exili, i va pujar al poder Sosístrat. Però, més tard, Sosístrat també va ser expel·lit de la ciutat, i Agàtocles va contractar els serveis d'un exèrcit mercenari de siracusans i cartaginesos que va reunir a Morgantina. Amb aquest exèrcit, va fer la guerra a Siracusa per recuperar el poder a la ciutat. Per fer front a Agàtocles, els siracusans demanaren auxili als cartaginesos, que enviaren Hamílcar amb els seus homes el 319 aC.
Agàtocles, però, demanà a Hamílcar que fes de mediador entre ell i els siracusans, i Hamílcar va accedir, considerant que això li permetria consolidar la influència cartaginesa sobre les seves pretensions a Sicília. Per convèncer-lo, Agàtocles li prometé grans favors amb motiu del pacte, i Hamílcar, en compensació, li deixà cinc mil mercenaris. D'això, Justí conclou que Hamílcar tenia la intenció de donar un cop a Cartago i cercava aliats, però els historiadors moderns rebutgen aquesta interpretació. Conclòs el pacte, Agàtocles recobrà el poder a Siracusa, i Hamílcar tornà a Àfrica.
Més tard, Agàtocles entrà en guerra com a tirà de Siracusa amb altres polis de Sicília (Acragant, Gela, Messana...), i, el 313 aC, Hamílcar tornà a fer de mediador entre Agàtocles i els seus enemics. D'aquesta manera, Hamílcar confirmà la influència cartaginesa en les seves pretensions d'Hímera, Selinunt i Heraclea, però els aliats cartaginesos no ho consideraven suficient, atès que volien fugir del domini d'Agàtocles. Per aquest motiu, denunciaren Hamílcar a Cartago de trair els interessos de la ciutat.
Malgrat que Poliè diu que va tornar a Àfrica, la resta d'autors estan d'acord que Hamílcar morí sobtadament, i sembla que això el va salvar d'una mort més cruel: d'ençà de la batalla del Crimís, Cartago va canviar la seva política a Sicília, passant d'una atitud més expectativa a una de més agressiva, i els pactes amb Agàtocles que Hamílcar havia duit a terme no es veien amb bons ulls. En qualsevol cas, va ser substituït com a cap de les maniobres a Sicília per Hamílcar, fill de Giscó.
Hi ha historiadors moderns que han volgut identificar aquest Hamílcar amb l'Hamílcar que, trenta anys enrere, havia lluitat contra Timoleont i havia estat derrotat en la batalla del Crimís.